# Palatul Berde din Cluj-Napoca
Palatul Berde este un monument istoric și de arhitectură din Cluj-Napoca, edificiu reprezentativ pentru arhitectura Belle Époque a orașului. Clădirea a fost construită în contextul modernizării fostei străzi Mari (Nagy utca) la sfârșitul secolului al XIX-lea, ocazie cu care a primit numele strada Franz Joseph (în prezent strada Horea nr. 1). 
Este înscris pe lista monumentelor istorice din județul Cluj, elaborată de Ministerul Culturii si Patrimoniului Național din România în anul 2015 (cod LMI CJ-II-m-B-07346). 

## Descriere
Edificiul a fost construit în stil Secession și constituie un ansamblu urbanistic împreună cu Palatul Széki, Palatul Elian și Palatul Babos.